# VR Bank Dreieich-Offenbach
Die VR Bank Dreieich-Offenbach eG ist eine deutsche Genossenschaftsbank mit Sitz in Dreieich (Landkreis Offenbach, Hessen). Das Geschäftsgebiet in der Rhein-Main-Region erstreckt sich von Egelsbach über Langen, Dreieich, Neu-Isenburg, Offenbach-Bieber, Dietzenbach und Schaafheim bis Eppertshausen im Süden des Geschäftsgebietes. 

## Organisationsstruktur
Die VR Bank Dreieich-Offenbach eG ist eine Universalbank mit Filialstruktur. Sie verfügt über neun Filialen und 13 SB-Filialen. Neben den 61 SB-Geräten in der Region können Kunden auch die SB-Geräte aus dem BankCard-Servicenetz nutzen.

## Mitgliedschaft
Eigentümer der Bank sind 30.953 Mitglieder.
Für eine Mitgliedschaft bei der VR Bank Dreieich-Offenbach eG muss ein Geschäftsanteil im Wert von mindestens 50 Euro gezeichnet werden. Bei Neueintritt in die Genossenschaft können bis zu 20 Geschäftsanteile erworben werden – je nach Dauer der Mitgliedschaft besteht die Option, die Anzahl der Geschäftsanteile auf maximal 50 Anteile zu erhöhen. Durch die Dividende, deren Höhe jährlich durch die Vertreterversammlung beschlossen wird, partizipieren die Anteilseigner am Erfolg der VR Bank Dreieich-Offenbach eG.

## Gesellschaftliches Engagement
Die VR Bank Dreieich-Offenbach eG fördert soziale, gemeinnützige und sportliche Aktivitäten von Vereinen und Einrichtungen.
Seit 2016 bietet die Bank den Vereinen und sozialen Einrichtungen in der Region die Crowdfunding-Plattform Mit Herz für die Region.

## Geschichte
Mit der Gründung als Creditkasse – eingetragene Gesellschaft mit unbeschränkter Haftpflicht zu Langen im Jahre 1892 beginnt die Geschichte der VR Bank Dreieich-Offenbach eG. 1920 benannte sich die Creditkasse in Langener Volksbank GmbH um. Bereits 1923 fand eine erste Fusion statt, als sie sich mit der Vereinssparkasse verband. Die nächste Fusion erfolgte 1970 mit den 1889 gegründeten 
Genossenschaftsbanken in Dreieichenhain und Offenthal.
Ab 1990 folgten dann mehrere Fusionen in zum Teil Abstand von wenigen Jahren: 1990 verschmolz sie mit der Spar- und Kreditbank in Dietzenbach (Gründung 1868), 1992 fusionierte sie mit der Volksbank Dreieich (Gründung 1861) und nannte sich Volksbank Dreieich eG. 1995 schlossen sich die Genossenschaftsbank Götzenhain eG und die Volksbank Dreieich eG zusammen, 2000 folgte der Zusammenschluss mit der Volksbank Neu-Isenburg eG (Gründung 1860). 2018 fusionierten die Volksbank Eppertshausen und die Volksbank Dreieich. und 2022 die Raiffeisenbank Offenbach/M.-Bieber und die Volksbank Dreieich,
die anschließend den Namen in VR Bank Dreieich-Offenbach eG änderten. Rückwirkend zum 1. Januar 2025 wurde am 29. Juli 2025 die rechtliche Fusion mit der Raiffeisenbank Schaafheim vollzogen.